# Wielka Nieszawka (gromada)
Wielka Nieszawka – dawna gromada, czyli najmniejsza jednostka podziału terytorialnego Polskiej Rzeczypospolitej Ludowej w latach 1954–1972.
Gromady, z gromadzkimi radami narodowymi (GRN) jako organami władzy najniższego stopnia na wsi, funkcjonowały od reformy reorganizującej administrację wiejską przeprowadzonej jesienią 1954 do momentu ich zniesienia z dniem 1 stycznia 1973, tym samym wypierając organizację gminną w latach 1954–1972.
Gromadę Wielka Nieszawka z siedzibą GRN w Wielkiej Nieszawce utworzono – jako jedną z 8759 gromad na obszarze Polski – w powiecie toruńskim w woj. bydgoskim, na mocy uchwały nr 24/14 WRN w Bydgoszczy z dnia 5 października 1954. W skład jednostki weszły obszary dotychczasowych gromad Wielka Nieszawka, Mała Nieszawka i Cierpice ze zniesionej gminy Podgórz w powiecie toruńskim, a także obszary dotychczasowych gromad Cierpiszewo-Nadleśnictwo i Wygoda ze zniesionej gminy Gniewkowo oraz miejscowość Małe Jarki z dotychczasowej gromady Jarki oraz część dotychczasowej gromady Osiek Wielki-Nadleśnictwo (1643,39 ha) ze zniesionej gminy Rojewo w powiecie inowrocławskim, w tymże województwie. Dla gromady ustalono 23 członków gromadzkiej rady narodowej.
10 kwietnia 1956 (z mocą obowiązującą wstecz od 29 lutego 1956) z gromady Wielka Nieszawka wyłączono część wsi Warzyn (dom leżący na skraju poligonu), włączając ją do gromady Suchatówka w powiecie inowrocławskim w tymże województwie.
31 grudnia 1961 do gromady Wielka Nieszawka włączono obszar zniesionej gromady Otłoczyn (bez wsi Białe Błota, Karczemka, Otłoczyn i Otłoczynek) w tymże powiecie; równocześnie siedzibę GRN gromady Wielka Nieszawka przeniesiono z Wielkiej Nieszawki do Torunia-Podgórza, zachowując jednak nazwę jednostki gromada Wielka Nieszawka.
Gromada przetrwała do końca 1972 roku, czyli do kolejnej reformy gminnej. 1 stycznia 1973 w powiecie toruńskim utworzono gminę Wielka Nieszawka.